# Ferhat Kaplan
Ferhat Kaplan (Smirne, 7 gennaio 1989) è un calciatore turco, portiere del Batman Petrolspor.

## Carriera

### Club
È cresciuto nelle giovanili del Dardanel, con cui ha debuttato nella stagione 2006-2007.
Nel 2011 è stato acquistato dal Gençlerbirliği con cui ha esordito in Süper Lig in un match pareggiato 0-0 contro il Kasımpaşa.
Nel 2016 è passato all'Antalyaspor.

### Nazionale
Ha giocato nelle nazionali giovanili turche Under-18, Under-19 ed Under-20.